# يو إف سي 54
يو إف سي 54: نقطة الغليان (بالإنجليزية: UFC 54: Boiling Point)‏ هو حدث لفنون القتال المختلطة نظمته يو إف سي، أُقيم في 20 أغسطس 2005، على إم جي إم جراند جاردن أرينا في لاس فيغاس، نيفادا، الولايات المتحدة.